# 沖丈遺跡
沖丈遺跡（おきじょういせき）は、島根県邑智郡美郷町にある弥生時代の集落遺跡。
1995年から1996年にかけて邑智町教育委員会によって発掘調査が行われ、弥生時代前期の配石墓群が発掘された。
塊状配置構造をとる墓地が特徴であり、管玉102点等が見つかっている。また、配石の下部に木棺が存在した可能性が指摘されている。